# 洛子峰
洛子峰（羅馬化：L'hōtsē；藏語：ལྷོ་རྩེ，威利转写：lho rtse，THL：Lhotsé，藏语拼音：Lhozê，意為「南邊的山」）位于中国大陸和尼泊尔边境珠穆朗玛峰以南约3公里处，是世界第四高峰，海拔8,516公尺。

洛子峰
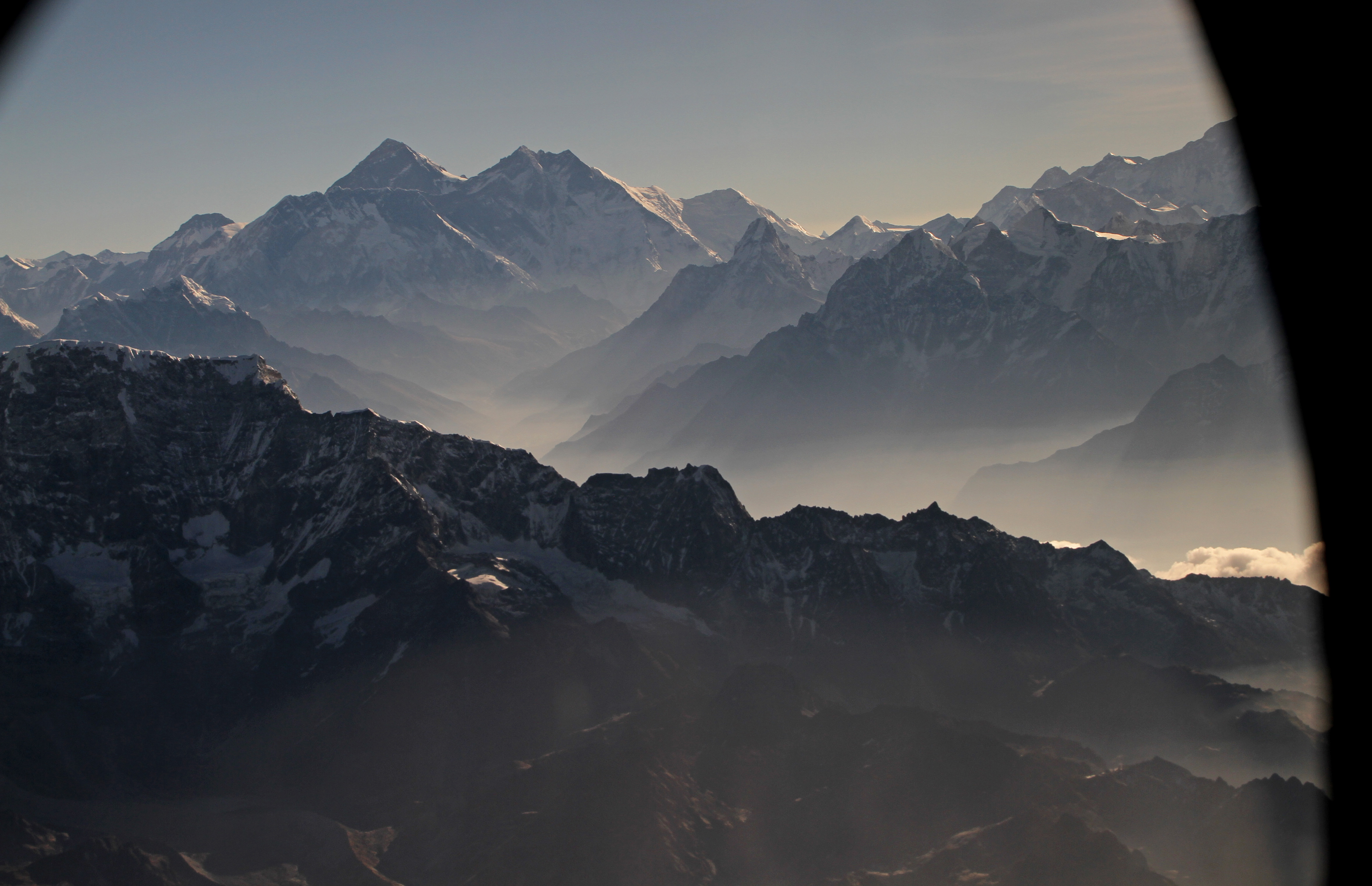
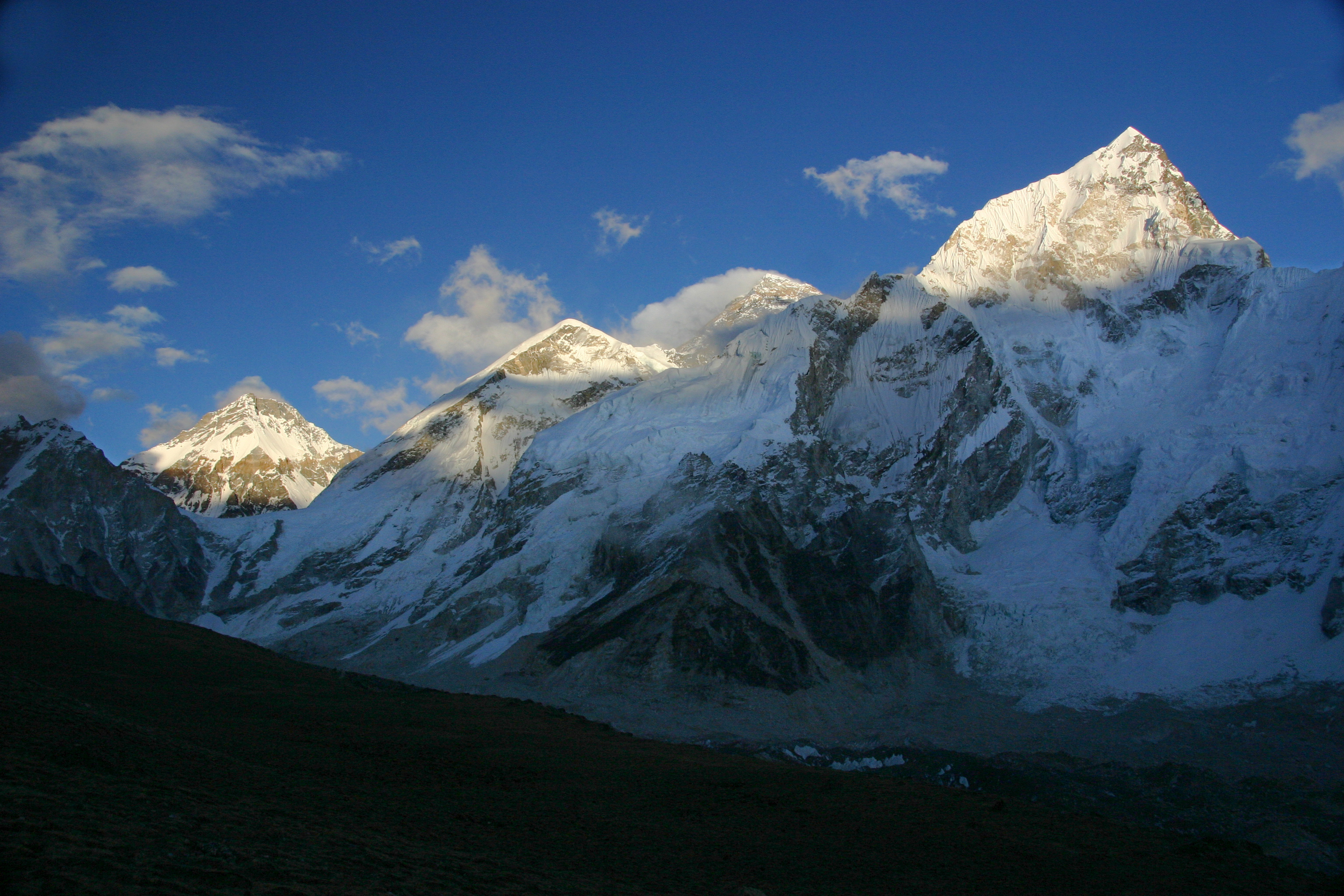
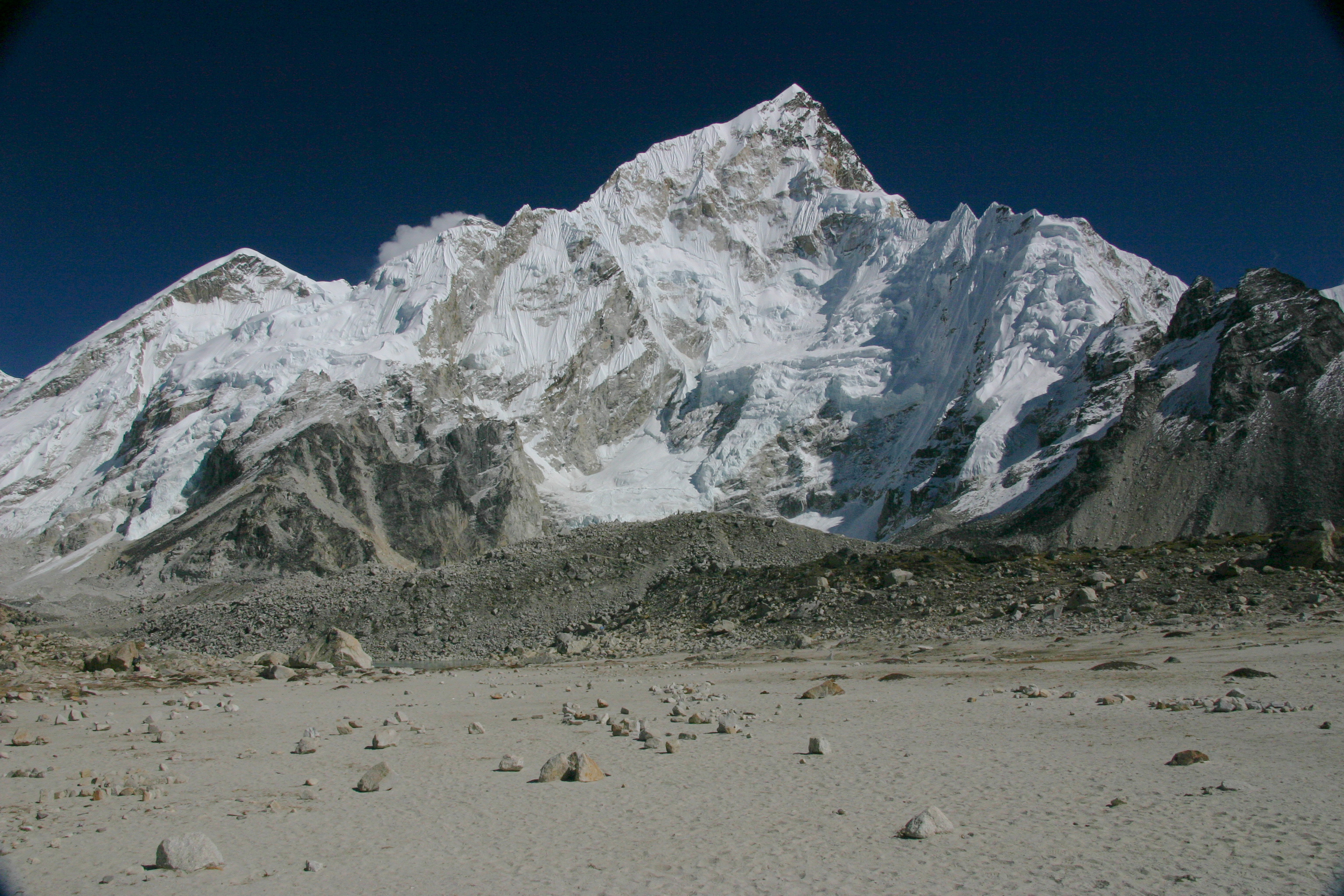
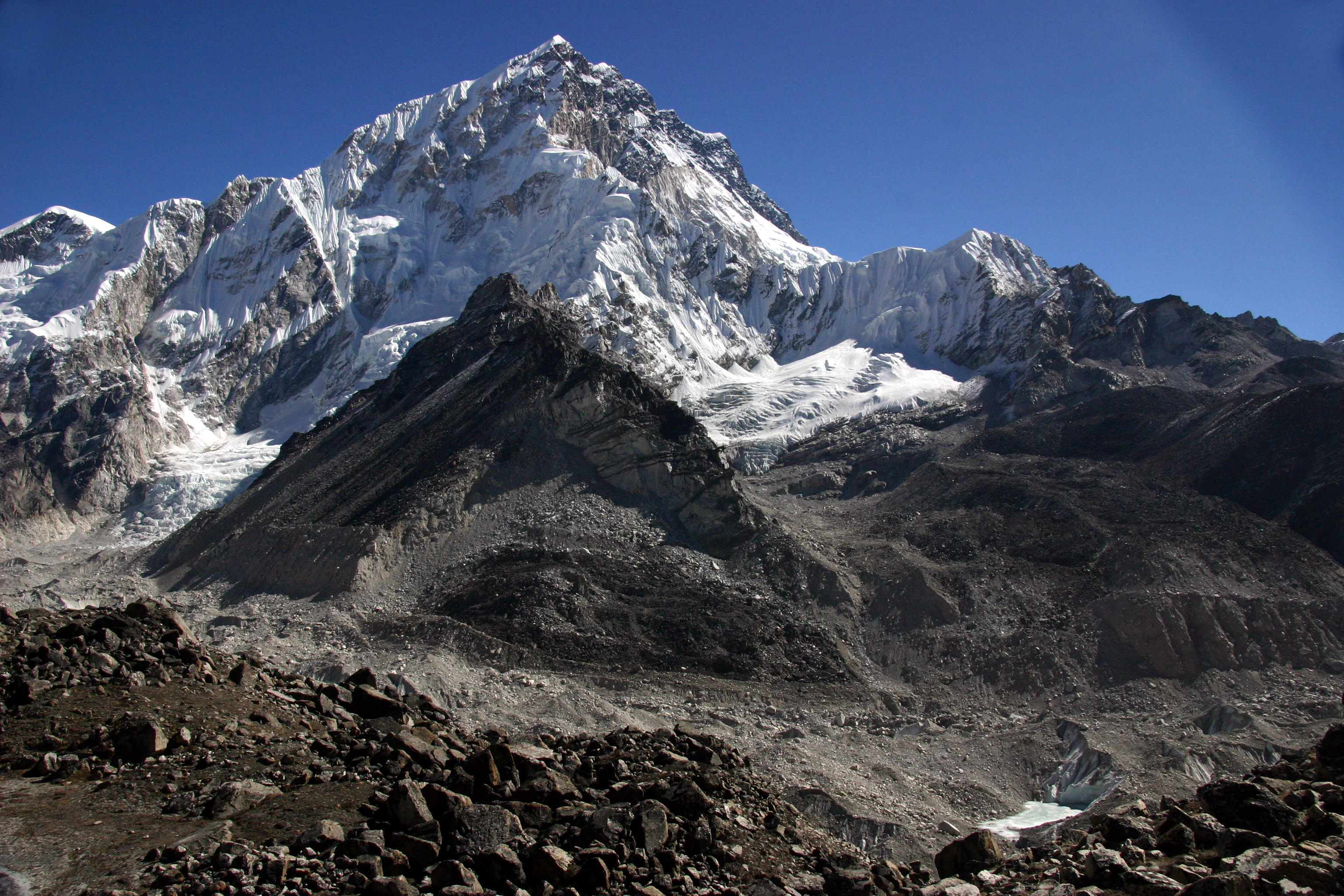
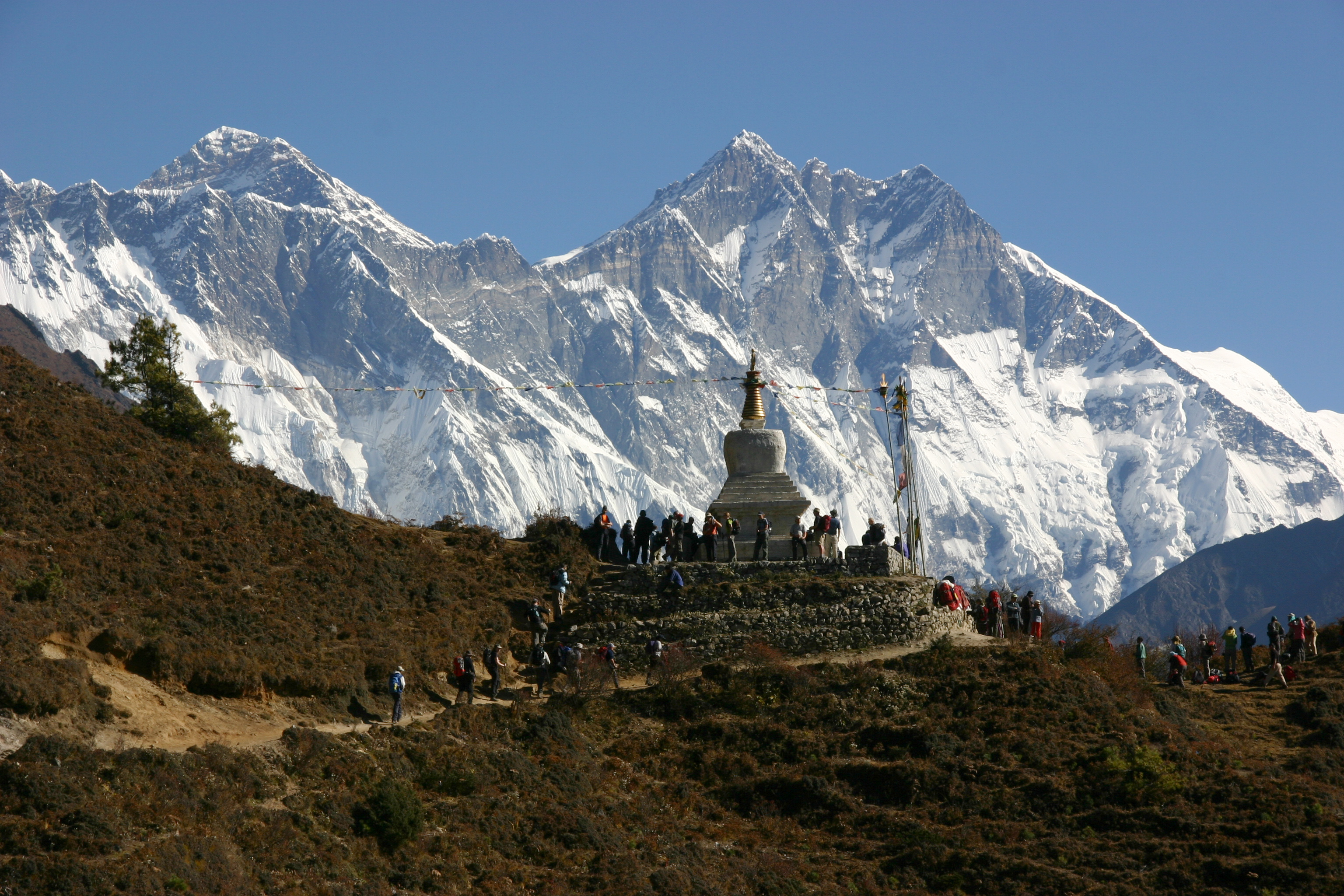
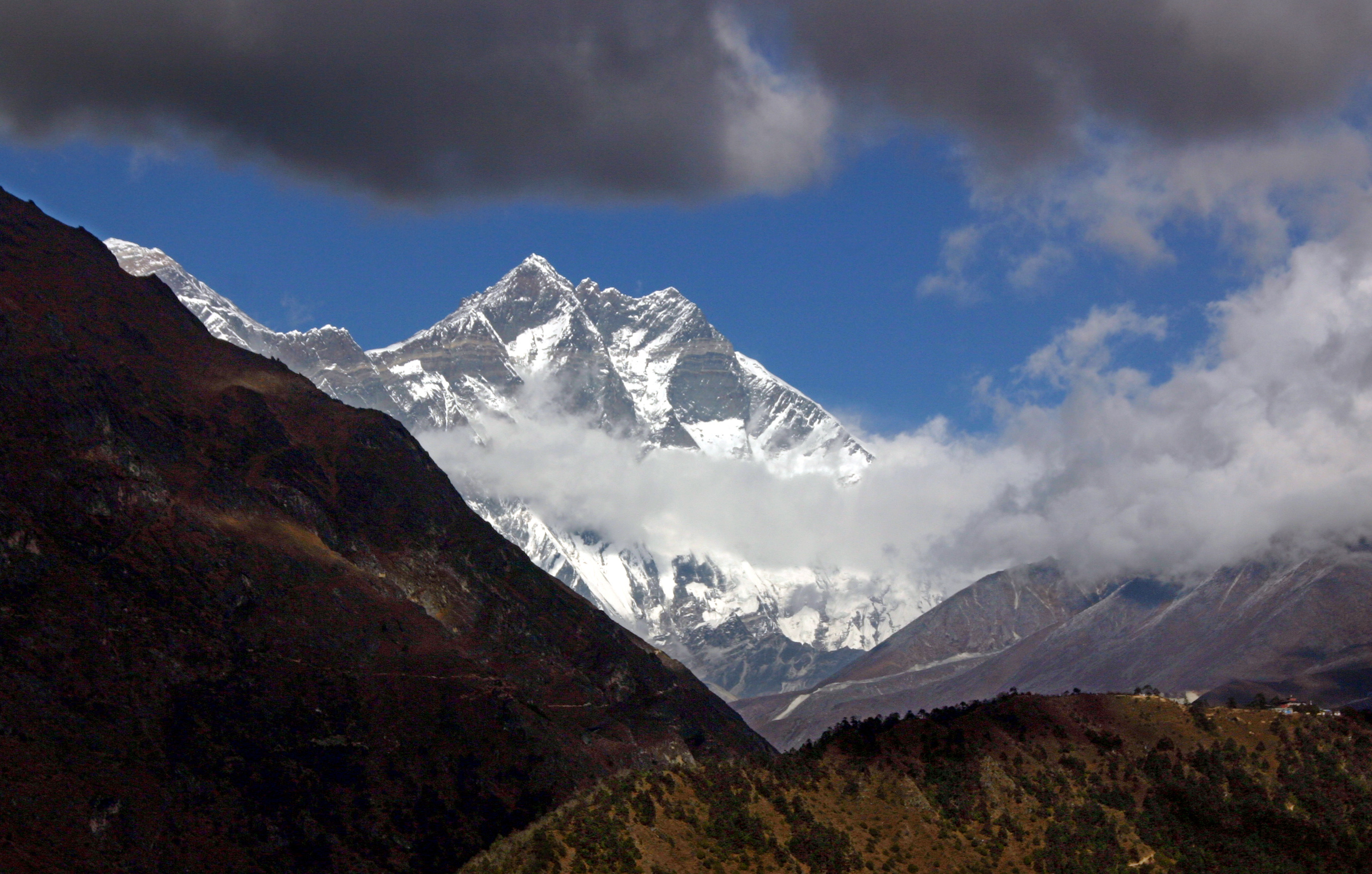